# Aeroportul Val-d'Or
Aeroportul Val-d'Or (IATA: YVO, ICAO: CYVO) este un aeroport din Provincia Québec, Canada ce deservește zona Val-d'Or⁠(d). Aeroportul a fost tranzitat în 2021 de 45.032 de pasageri. A fost numit după zona deservită.
Situat la o altitudine de 337 m, aeroportul dispune de o singură pistă.